# Bronromme
Bronromme  est un hameau de la commune belge de Theux située en Région wallonne dans la province de Liège.
Avant la fusion des communes de 1977, le hameau faisait partie de la commune de La Reid.

## Situation
Ce petit hameau d'altitude se trouve en Ardenne liégeoise à l'extrémité sud de la commune de Theux. Il est situé dans une clairière proche du hameau de Ville-au-Bois (commune d'Aywaille) et de l'allée forestière de la Vecquée où se trouve le point culminant de la commune de Theux à une altitude de 561 mètres. Les sources de l'Eau Rouge se trouvent dans les bois au sud-est du hameau. Bronromme se trouve à 7 km de Stoumont et de La Reid et à 9 km du centre de Spa. 
Bronromme compte une éolienne depuis 2005.

## Histoire
Choisie comme lieu de parachutage pour l'Armée secrète pendant le Seconde Guerre mondiale, la région de Bronromme fut le cadre de combats meurtriers qui eurent lieu le 10 septembre 1944. Dans le hameau, le refuge Le Chevreuil (devenu un gîte rural) servait de base à l'Armée secrète. Le long de la route menant au hameau, un monument composé de stèles et de croix rend hommage aux victimes de ces combats.